# Gypogyna forceps
Espèce
Synonymes
- Cyllodania fasciata Galiano, 1977

Gypogyna forceps est une espèce d'araignées aranéomorphes de la famille des Salticidae.

## Distribution
Cette espèce se rencontre en Argentine, en Uruguay, au Paraguay, au Brésil, en Équateur, en Colombie et en Guyane.

## Description
Le mâle holotype mesure 4,6 mm.
Le mâle décrit par Ruiz, Costa et Bustamante en 2021 mesure 4,22 mm et la femelle 4,38 mm.

## Systématique et taxinomie
Cette espèce a été décrite par Simon en 1900.
Cyllodania fasciata a été placée en synonymie par Courtial, Privet, Aubriot, Picard et Pétillon en 2023.

## Publication originale
- Simon, 1900 : « Descriptions d'arachnides nouveaux de la famille des Attidae. » Annales de la Société Entomologique de Belgique, vol. 44, p. 381-407 (texte intégral).